# 德舒特河
德舒特河（英語：Deschutes River，/dəˈʃuːts/ ）是俄勒冈州中部的一条河流，是哥伦比亚河的一条主要支流，全长406km，起源于小熔岩湖，汇集了喀斯喀特山脉东坡的许多河流，在俄勒冈州与华盛顿州的边界注入哥伦比亚河。